# Сімейкино
Сіме́йкино (рос. Семейкино, марій. Келесола) — присілок у складі Совєтського району Марій Ел, Росія. Входить до складу Верх-Ушнурського сільського поселення.

## Населення
Населення — 42 особи (2010; 47 у 2002).
Національний склад (станом на 2002 рік):
- марі — 55 %
- росіяни — 45 %